# 伊塔洛·巴尔博
伊塔洛·巴尔博（義大利語：Italo Balbo，1896年6月6日—1940年6月28日），義大利王國空軍元帥，法西斯四巨頭之一。
巴尔博1896年生于義大利費拉拉，在佛羅倫斯大學畢業，第一次世界大戰期間在阿爾卑斯軍團充任軍官。1922年意大利法西斯党组成墨索里尼领导下的四人核心（米凯莱·比安基、伊塔洛·巴尔博、埃米利奥·德博诺、切萨雷·马里亚·德韦基）。1929年－1933年任航空大臣，后升任空军元帅。二战中任意屬利比亚总督。
1940年6月28日，巴爾博乘坐SM. 79型轟炸機赴前線的东北部港口图卜鲁格視察戰況。其預定降落的機場剛遭受英國皇家空軍空襲，再加上其座機在降落前背光飛行，令座機被駐守機場的官兵誤認為敵機，在降落之時遭己方防空陣地的高射砲開火擊毀，他與機上所有人員一同当场丧生。魯道夫·格拉齊亞尼元帅成了他的继任者。